# Нефедовская (Огибаловский сельсовет)
Нефедовская — деревня в Вожегодском районе Вологодской области.
Входит в состав Тигинского сельского поселения (с 1 января 2006 года по 9 апреля 2009 года входила в Огибаловское сельское поселение), с точки зрения административно-территориального деления — в Огибаловский сельсовет.
Расстояние до районного центра Вожега по автодороге — 36 км, до центра муниципального образования Гридино по прямой — 12 км. Ближайшие населённые пункты — Бухара, Огарковская, Анциферовская.
По переписи 2002 года население — 54 человека (23 мужчины, 31 женщина). Преобладающая национальность — русские (96 %).